# Rocket Lab Launch Complex 1
Rocket Lab Launch Complex 1 (LC-1) is een lanceerbasis in Nieuw-Zeeland, gelegen boven de klifkust van Ahuriri Point de zuidelijkste punt het schiereiland Mahia. Het is de eerste lanceerplaats van Rocket Lab, het bedrijf dat het platform gebruikt om er hun lichte orbitale raketten van het type Electron te lanceren.
De lanceerinstallatie bestaat uit een horizontale hangar voor de assemblage, een transporter-erector en een lanceerplatform. Dit doet denken aan de lanceerinstallaties van SpaceX, maar kleiner. RocketLab heeft een vergunning om er maximaal 120 raketten per jaar te lanceren.

## Geschiedenis
Na meerdere locaties in Nieuw-Zeeland te hebben verkend werd in 2015 besloten dat Mahia de geschikte plaats voor een lanceerbasis is, omdat het luchtruim er betrekkelijk rustig is en het stilleggen van de luchtvaart binnen de gevarenzone daardoor minder impact heeft. Op 26 september 2016 werd de lanceerbasis officieel geopend.
Op 18 december 2019 kondigden Rocketlab de bouw van een tweede platform genaamd LC-1B aan, dat vlak bij het eerste platform, dat voortaan LC-1A heet, wordt aangelegd. De constructie daarvan was reeds onderweg. Op 23 februari 2022 werd platform B geopend en 28 februari werd er voor het eerst vanaf dat platform gelanceerd. LC-1B maakt gebruik van dezelfde integratiefaciliteit als LC-1A.

## Lanceringen
Op 25 mei 2017 werd er voor het eerst een raket gelanceerd. Deze lancering, genaamd "It's a Test" was slechts deels een succes: de lancering slaagde, maar de Electron-raket bereikte door een storing in een trackingstation een hoogte van slechts 250 km in plaats van de beoogde heliosynchrone baan van 300 bij 500 kilometer. De tweede lancering, op 21 januari 2018, genaamd "Still Testing", slaagde erin om vier satellieten in de geplande baan om de Aarde te brengen.
De lanceringen tellen als Amerikaanse lanceringen, omdat Rocket Lab zijn hoofdkantoor in de Verenigde Staten heeft en onder jurisdictie van de Amerikaanse luchtvaartautoriteit de FAA valt.

## Zusterplatform
In december 2019 werd Rocket Lab LC-2, een zuster-lanceerplatform op de Mid-Atlantic Regional Spaceport in de Verenigde Staten geopend. Het ontwerp van dit platform verschilt weinig van LC-1A maar deelt enkele zaken zoals de watertoren voor het geluidsonderdrukkings systeem met het naastgelegen lanceercomplex LP-0A. De eerste lancering aldaar werd aanvankelijk in maart 2020 verwacht, maar doordat het volautomatische  vluchtafbraak-systeem van NASA en Rocket Lab met vertraging gereedkwam heeft er anno februari 2022 nog geen lancering van LC-2 plaatsgevonden.